# Dorin Recean
Dorin Recean (* 17. března 1974) je moldavský akademik a politik, který je od 16. února 2023 předsedou moldavské vlády. Od července 2012 do února 2015 působil jako ministr vnitra Moldavska.

## Mládí a vzdělání
Narodil se 17. března 1974 v Dondușeni na severu tehdejší Moldavské SSR. V roce 1992 začal studovat obor zahraniční obchod na Moldavské akademii ekonomických studií (Academia de Studii Economice a Moldovei) v Kišiněvě, studium zakončil v roce 1996 bakalářským titulem. Poté pokračoval ve studiu v belgické pobočce Newport International University, kde v roce 2000 získal titul MBA.

## Kariéra
V roce 1995 začal přednášet na své alma mater a ve výuce pokračoval až do roku 2007. Zároveň mezi lety 2002 a 2010 pracoval pro různé firmy na rozličných pozicích. Od roku 2000 do července 2012 pracoval v kišiněvské pobočce Newport International University.
V lednu 2010 byl jmenován náměstkem ministra pro informační a komunikační technologie (ICT), odpovídal za implementaci nových zabezpečených dokumentů včetně biometrických pasů, které byly vydávány v souvislosti s plánem liberalizace vízové politiky. Byl členem vládní pracovní skupiny pro harmonizací víz s Evropskou unií.
V červenci 2012 byl jmenován ministrem vnitra ve vládě Vlada Filata, kde nahradil Alexeie Roibu. Ministrem vnitra byl i v následující vládě, kterou vedl Iurie Leancă, jmenován byl 31. května 2013.
Po rezignaci Natalia Gavrilitsaové v únoru 2023 byl pověřen sestavením vlády.

## Politické postoje
Recean podporuje členství Moldavska v EU a těsnější vztahy se Západem. Po jmenování premiérem prohlásil: „Nová vláda má tři priority: pořádek a kázeň, nový život a ekonomiku, mír a stabilitu. Nová vláda bude pokračovat ve strategickém kurzu – integrace do Evropské unie.“

## Soukromý život
Recean je ženatý a má dvě děti. Kromě mateřské rumunštiny hovoří anglicky, francouzsky a rusky.